# Catuna crithea
Catuna crithea är en fjärilsart som beskrevs av Dru Drury 1773. Catuna crithea ingår i släktet Catuna och familjen praktfjärilar. Inga underarter finns listade i Catalogue of Life.